# Клімко Леонід Якович
Клімко (Клімков) Леонід Якович (? — ?) — підполковник Дієвої Армії УНР.

## Біографія
Останнє звання у російській армії — поручик.
З початку березня 1918 року до 20 квітня 1918 року — командир 2-ї чоти кінної сотні 2-го Запорізького полісу Армії УНР. З січня 1919 року — командир 1-го Залізнично-Технічного гарматного полку Дієвої Армії УНР (з травня 1919 року — 25-й гарматний Залізничний полк). 
У грудні 1919 року з рештками полку приєднався до Української Галицької армії. 
У 1920 році був приділений до 3-ї гарматної бригади 3-ї Залізної дивізії Армії УНР. З 12 листопада 1920 року — приділений до Гарматного управління Армії УНР.
Подальша доля невідома.